# Kaki King
Kaki King est le nom d'artiste de la guitariste américaine Katherine King, née le 24 août 1979 à Marietta en Géorgie.

## Biographie
Elle est reconnue pour son style de tapping à deux mains à la guitare, rappelant le style de Preston Reed, bien que ses compositions ne se limitent pas qu'à ce style. Alors que ses trois premiers albums étaient instrumentaux, Dreaming Of Revenge a marqué un tournant dans sa discographie, faisant pour la première fois la part belle au chant. Cette tendance s'est confirmée en 2010 sur Junior.
Elle a notamment participé à la bande originale du film Into the Wild (2007) avec la chanson Doing the Wrong Thing, ainsi qu'à celles du film August Rush (2007) avec les chansons Ritual Dance et Bari Improv et Fish Out of Water (2009).

### Vie privée
En octobre 2012, Kaki King se marie à sa compagne Jessica Templin, qui devient Jessica King.

## Discographie
- Everybody Loves You (2003)
- Legs to Make Us Longer (2004)
- ...Until We Felt Red (2006)
- Dreaming of Revenge (2008)
- Junior (2010)
- Glow (2012)
- The neck is a bridge to the body (2015)
- Live at Berklee (2017) with The Porta Girevole Chamber Orchestra
- Modern Yesterdays (2020)
- Sei (2025)